# 森泰姆
森泰姆（法語：Sentheim，法語發音：[sɛntaim] ⓘ）是法国上莱茵省的一个市镇，属于坦恩-盖布维莱尔区。

## 地名
由于语源问题，该地名“Sentheim”拼读方式不符合法语正字法，其标准发音为[sɛntaim]，根据实际发音其应译作“森泰姆”，《世界地名译名词典》将其纯按法汉译音表误译作“桑泰姆”。

## 地理
森泰姆（47°45'18"N, 7°3'4"E）面积6.18 平方千米，位于法国大東部大區上莱茵省，该省份为法国东部内陆省份，是阿尔萨斯的一部分，今与下莱茵省组成了阿尔萨斯欧洲集体，其北临下莱茵省，西接孚日省，西南接贝尔福地区省，东侧沿莱茵河与德国相望，南与瑞士接壤。
与森泰姆接壤的市镇（或旧市镇、城区）包括：下布尔巴克、劳镇、盖沃奈姆、上苏尔茨巴克。
森泰姆的时区为UTC+01:00、UTC+02:00（夏令时）。

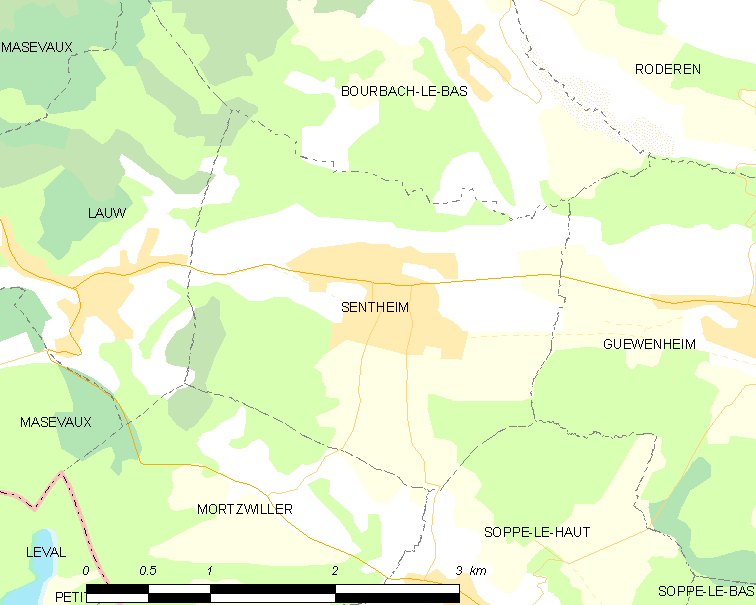
森泰姆的OSM定位图

## 行政
森泰姆的邮政编码为68780，INSEE市镇编码为68304。

## 政治
森泰姆所属的省级选区为马斯沃-尼德布吕克县。

## 人口

1962-2008年间森泰姆人口变化图示

森泰姆于2022年1月1日时的人口数量为1534人。